# Richard Flanagan
Richard Flanagan (Longford, Tasmania, 1961 –) ausztrál író, The Narrow Road to the Deep North című regényéért 2014-ben elnyerte a Man Booker-díjat. A mű 2016-ban magyarul is megjelent Keskeny út északra címmel, Gy. Horváth László fordításában.

## Magyarul
- Keskeny út északra; ford. Gy. Horváth László; Jelenkor, Bp., 2016
- Egy tenyér, ha; ford. Kada Júlia; Jelenkor, Bp., 2018
- Első személy; ford. Kada Júlia; Jelenkor, Bp., 2022